# Armel Opera Festival
Armel Opera Festival ist ein internationales Opernfestival mit angeschlossenem Opernwettbewerb, dem Armel Opera Competition. Es fand erstmals 2008 unter dem Namen Opera Competition and Festival with Mezzo Television in Szeged (Ungarn) statt und wird seitdem jährlich wiederholt. Den aktuellen Namen erhielt es 2010, zunächst kombiniert als Armel Opera Competition and Festival. Seit 2014 finden die Aufführungen des Festivals in Budapest statt, seit 2017 auch in Wien.

## Geschichte
Das Opera Competition and Festival with Mezzo Television wurde um 2007 als internationale Kooperation von Opernhäusern zur „Wiederentdeckung des Operngenres und Tradition, durch gegenwärtige und klassische Stücke, mit Darbietungen von neuen und bekannten Talenten“ gegründet. Initiatoren waren Armel Productions, das Szeged Open-Air Theater, das Pannon Philharmonic und der französische Fernsehsender Mezzo TV.
Jedes Jahr werden fünf Produktionen verschiedener Länder mit meist neuen oder unbekannten Werken ausgewählt, in denen die teilnehmenden Sänger während der Finalrunde des Wettbewerbs die Hauptrollen übernehmen. Die übrigen Rollen singen die Mitwirkenden der jeweiligen Opernhäuser.
Bei der Auswahl der Sieger wird nicht nur auf die sängerischen Qualitäten geachtet, sondern ebenso auf die Schauspielfähigkeiten der Teilnehmer. Der Wettbewerb besteht aus drei Runden. In der ersten Runde wird von jedem der fünf teilnehmenden Opernhäuser allein auf Basis sängerischer und musikalischer Kriterien für jede benötigte Rolle aller fünf Produktionen ein Bewerber ermittelt. Die zweite Runde findet im ungarischen Szeged oder in Budapest statt, wo die Direktoren der einzelnen Produktionen die endgültigen Teilnehmer auswählen. Die Finalrunde ist mit dem eigentlichen Opernfestival verbunden. Am Ende gibt es eine Abschluss-Gala, bei der die Sieger präsentiert werden. Die Aufführungen des Festivals werden international im Fernsehen oder Internet übertragen.

## Produktionen und Preisträger

### Wettbewerb 2008
In den ersten beiden Jahren übernahm der französischen Fernsehsender Mezzo TV die internationale Video-Übertragung der Produktionen. Die Aufführungen des Wettbewerbfinales fanden vom 2. bis 17. November 2008 im Nationaltheater Szeged statt.
Produktionen
- Francesco Cilea: Adriana Lecouvreur – Opernhaus Szeged (Ungarn)
- Gershon Kingsley: Raoul – Theater Bremen (Deutschland)
- Robert Ward: The Crucible – Dicapo Opera New York (USA)
- Benjamin Britten: The Rape of Lucretia – Baltische Oper Danzig (Polen)
- Heinrich Marschner: Der Vampyr – Opéra de Rennes (Frankreich)

Preisträger
- „Best Male Performer“: Adam Diegel (USA) in Cileas Adriana Lecouvreur
- „Best Female Performer“: Janja Vuletic (Kroatien) in Brittens The Rape of Lucretia
- „Audience Award – Best Performer“: Marcin Habela (Polen) in Kingsleys Raoul
- „Best Production“: Wards The Crucible (Dicapo Opera New York)

### Wettbewerb 2009
Die Aufführungen des Wettbewerbfinales fanden vom 3. bis 17. November 2009 im Nationaltheater Szeged statt.
Produktionen
- David Alagna: Le dernier jour d’un condamné – Csokonai-Theater Debrecen (Ungarn)
- Richard Strauss: Ariadne auf Naxos – Baltische Oper Danzig (Polen)
- Bohuslav Martinů / Maurice Ravel – Theater Biel Solothurn (Schweiz)
  - Bohuslav Martinů: Alexandre bis (Zweimal Alexander)
  - Maurice Ravel: L’heure espagnole
- Marco Tutino: Vita – Oper Ostrava (Tschechien)
- Tobias Picker: Emmeline – Dicapo Opera New York (USA)

Preisträger
- „Best Female Performer“: Kristin Sampson (USA) in Pickers Emmeline
- „Best Male Performer“: Zoltán Nyári (Ungarn) in Alagnas Le dernier jour d’un condamné
- „Audience Awards – Best Performer“: Zoltán Nyári (Ungarn) in Alagnas Le dernier jour d’un condamné
- „Best Production“: Alagnas Le dernier jour d’un condamné (Csokonai-Theater Debrecen)

### Wettbewerb 2010
Die Aufführungen des Wettbewerbfinales fanden vom 3. bis 17. November 2010 im Nationaltheater Szeged statt. In diesem Jahr zog sich Mezzo TV als Veranstalter zurück. Das Festival wurde in Armel Opera Festival umbenannt. Die Produktionen werden seitdem als Live-Stream bei Arte Live Web (später Arte Concert) im Internet übertragen.
Produktionen
- Knut Vaage: Veslefrikk – Den Nye Opera Bergen (Norwegen)
- Marco Tutino: The Servant – Josef-Kajetán-Tyl-Theater Pilsen (Tschechien)
- Giuseppe Verdi: La traviata – Nationaltheater Szeged (Ungarn)
- Thomas Pasatieri: The Seagull – Dicapo Opera New York (USA)
- Sergei Prokofjew: Der feurige Engel – Csokonai-Theater Debrecen (Ungarn)

Preisträger
- „Best Male Performer“
  - Zweiter Preis (geteilt): Péter Balczó (Ungarn) als Alfredo Germont in Verdis La traviata
  - Zweiter Preis (geteilt): Zsolt Haja (Ungarn) als Constantine in Pasatieris The Seagull
  - Dritter Preis: Alexey Bogdanchikov (Russland) als Barrett in Tutinos The Servant
- „Best Female Performer“: Christina Baggio (Italien) als Renata in Prokofjews Der feurige Engel
- „DUNA Television Award“: Verdis La traviata (Nationaltheater Szeged)
- „ARTE Television Award“: Vaages Veslefrikk (Den Nye Opera Bergen)

### Wettbewerb 2011
Die Aufführungen des Wettbewerbfinales fanden vom 6. bis 15. Oktober 2011 im Nationaltheater Szeged statt.
Produktionen
- Michael Dellaira: The Secret Agent – Center for Contemporary Opera New York (USA)
- Josef Mysliveček: Antigona – Theater Biel Solothurn (Schweiz)
- Viktor Ullmann: Der Kaiser von Atlantis – Opera Krakowska Krakau (Polen)
- Giuseppe Verdi: Rigoletto – Josef-Kajetán-Tyl-Theater Pilsen (Tschechien)
- Riccardo Zandonai: Francesca da Rimini – Nationaltheater Szeged (Ungarn)

Preisträger
- „Best Female Performer“: Raquel Camarinha (Portugal)
- „Best Male Performer“: Wassyl Slipak (Ukraine)
- „Best Production“: Ullmanns Der Kaiser von Atlantis (Opera Krakowska Krakau)
- „Best Production/Audience Award“: Myslivečeks Antigona (Theater Biel Solothurn)
- „Special Award of the Jury“ 
  - „For her performance in the productions Francesca da Rimini and The Secret Agent“: Adrienn Miksch (Ungarn)
  - „For the outstanding performance in the accompaniment of the festival productions“: Szeged Symphonic Orchestra

### Wettbewerb 2012
Die Aufführungen des Wettbewerbfinales fanden vom 6. bis 15. Oktober 2012 im Nationaltheater Szeged statt.
Produktionen
- Umberto Giordano: Andrea Chénier – Nationaltheater Szeged (Ungarn)
- William Mayer: A Death in the Family – Center for Contemporary Opera New York (USA)
- Philip Glass: In the Penal Colony – Josef-Kajetán-Tyl-Theater Pilsen (Tschechien)
- Aleksandra Vrebalov: Mileva – Serbisches Nationaltheater Novi Sad (Serbien)
- Roland Baumgartner: Maria Theresia – Slowakisches Nationaltheater Bratislava (Slowakei)

Preisträger
- „Best Female Performer“: Victoria Markaryan (Georgien) als Mileva Junior in Vrebalovs Mileva
- „Best Male Performer“: Philippe Brocard (Frankreich) als Jay in Mayers A Death in the Family
- „Best Production – Award of the International Jury“: Mayers A Death in the Family (Center for Contemporary Opera New York)
- „Best Production – ARTE Audience Award“: Mayers A Death in the Family (Center for Contemporary Opera New York)
- „Special Award of the Hungarian State Opera“: Adrienn Miksch (Hungary) als Mary in Mayers A Death in the Family
- „Special Award of the Festival“: Eszter Petrovics für ihre vierjährige Arbeit als Fernsehdirektorin bei den Live-Übertragungen der beim Festival aufgeführten Opern

### Wettbewerb 2013
Die Aufführungen des Wettbewerbfinales fanden vom 5. bis 15. Oktober 2013 im Nationaltheater Szeged statt.
Produktionen
- Igor Strawinsky: Oedipus Rex – Opernhaus Posen (Polen)
- Zoran Juranić: The Last Flower of the Summer – Koproduktion des Serbischen Nationaltheaters Novi Sad und der Kroatischen Komponistengesellschaft für die Musikbiennale Zagreb
- Giuseppe Verdi: Simon Boccanegra – Nationaltheater Szeged (Ungarn)
- Benjamin Britten: The Turn of the Screw – Türkische Staatsoper Istanbul (Türkei)
- Russell Hepplewhite: Laika the Spacedog –  English Touring Opera (Großbritannien)

Preisträger
- „Best Female Performer“: Jelena Končar (Serbien) als Miss N.N. in Juranićs The Last Flower of the Summer
- „Best Male Performer“: Sébastien Obrecht (Frankreich) als Peter Quint in Brittens The Turn of the Screw
- „Best Production – Award of the International Jury“: Hepplewhites Laika the Spacedog (English Touring Opera)
- „Best Production – ARTE Audience Award“: Brittens The Turn of the Screw (Türkische Staatsoper Istanbul)
- „Collective Award of the University Panel“: Hepplewhites Laika the Spacedog (English Touring Opera)
- „Individual Award of the University Panel“: İlyas Seçkin als Miles in Brittens The Turn of the Screw
- „Award of the Civil Panel“: Tamás Pál, Zsuzsa Molnár und Attila Toronykőy in Verdis Simon Boccanegra

### Wettbewerb 2014
Die Aufführungen des Wettbewerbfinales fanden vom 9. bis 17. Oktober 2014 in Budapest statt.
Produktionen
- Marco Tutino: Die Glut (Welturaufführung) – Nationaltheater Szeged (Ungarn)
- Christian Henking: Figaro¿ – Theater Biel Solothurn (Schweiz)
- Jaroslav Krček / Gábor Kerek – Josef-Kajetán-Tyl-Theater Pilsen (Tschechien)
  - Jaroslav Krček: Clothes the World has never seen
  - Gábor Kerek: Parody
- Harrison Birtwistle: Punch and Judy – Neue Oper Wien (Österreich)
- Wolfgang Amadeus Mozart: Mitridate – Staatsoper Tiflis (Georgien)

Preisträger
- „Best Performer“: Marion Grange (Frankreich) als Suzanne in Henkings Figaro¿
- „Best Production“: Birtwistles Punch and Judy (Neue Oper Wien)

### Wettbewerb 2015
Die Aufführungen des Wettbewerbfinales fanden vom 29. Juni bis 3. Juli 2015 in Budapest statt.
Produktionen
- Wolfgang Amadeus Mozart: Die Zauberflöte – Nationaltheater Szeged (Ungarn)
- Gaetano Donizetti: L’assedio di Calais – English Touring Opera (Großbritannien)
- Wolfgang Amadeus Mozart: Le nozze di Figaro – Ungarische Staatsoper Budapest (Ungarn)
- Annelies van Parys: Private View – Muziektheater Transparant Antwerpen (Belgien)
- Sergio Rendine / Nicolai Rimski-Korsakow – Josef-Kajetán-Tyl-Theater Pilsen (Tschechien)
  - Sergio Rendine: Un segreto d’importanza
  - Nicolai Rimski-Korsakow: Mozart und Salieri

Preisträger
- „Best Performer“: Marlene Assayag als Königin der Nacht in Mozarts Zauberflöte
- „Best Production“: Van Parys’ Private View (Muziektheater Transparant Antwerpen)
- „ARTE Audience Award“: Mozarts Zauberflöte (Nationaltheater Szeged)

### Wettbewerb 2016
Die Aufführungen des Wettbewerbfinales fanden vom 27. Juni bis 2. Juli 2016 in Budapest statt.
Produktionen
- Peter Eötvös / Béla Bartók – Grand Opéra d’Avignon (Frankreich)
  - Peter Eötvös: Senza Sangue
  - Béla Bartók: Herzog Blaubarts Burg
- Astor Piazzolla: María de Buenos Aires – Theater Biel Solothurn (Schweiz)
- Bruno Coli – Teatro Verdi, Pisa (Italien)
  - Bruno Coli: The Angel of the Odd
  - Bruno Coli: The Tell-Tale Heart
- The Omnibus Opera – Serbisches Nationaltheater Novi Sad (Serbien)
  - Samuel Barber: The Hand of Bridge
  - Paul Hindemith: Hin und zurück
  - Gian Carlo Menotti: The Telephone
- Hans Werner Henze: Elegie für junge Liebende – Studentenproduktion der Franz-Liszt-Musikakademie (Ungarn)

Preisträger
- „Best Performer“: Adriana Bignani Lesca als Engel in Colis The Angel of the Odd
- „Best Production“: Eötvös’ Senza Sangue (Grand Opéra d’Avignon)
- „Special Award of the Jury“: Henzes Elegie für junge Liebende (Studentenproduktion der Franz-Liszt-Musikakademie)
- „ARTE Audience Award“: The Omnibus Opera (Serbisches Nationaltheater Novi Sad)

### Wettbewerb 2017
Die Aufführungen des Wettbewerbfinales fanden vom 28. Juni bis 4. Juli 2017 im Thalia-Theater Budapest und im MuTh Wien statt.
Produktionen
- Rufus Wainwright: Prima Donna – Thalia-Theater Budapest (Ungarn)
- Udo Zimmermann: Weiße Rose –  Theater Biel Solothurn (Schweiz)
- Gaetano Donizetti: Il giovedì grasso – Nationaltheater Szeged (Ungarn)
- Michał Dobrzyński: Operetka – Warschauer Kammeroper (Polen)
- Martyna Kosecka: Klothó – Thread of the Tales – Kroatisches Nationaltheater in Rijeka (Kroatien)

Preisträger
- „Best Performance“: Udo Zimmerman: Weiße Rose – Theater Biel Solothurn
- „Best Singer“: Morgane Heyse als Nina in Donizettis Il giovedì grasso
- „Audience’s Prize“: Róbert Alföldi für die Inszenierung von Wainwrights Prima Donna
- „Jury’s Prize“: Fernsehdirektor Eszter Petrovics für die Ausstrahlung im Arte-Kulturkanal[14]

### Wettbewerb 2018
Die Aufführungen des Wettbewerbfinales fanden vom 1. bis 5. Juli 2018 im Müpa Budapest (dem Palast der Künste) und im MuTh Wien statt.
Produktionen
- Christoph Willibald Gluck: Orfeo ed Euridice – NorrlandsOperan Umeå (Schweden)
- Dejan Despić: Pop Ćira i pop Spira – Serbisches Nationaltheater Novi Sad (Serbien)
- Gergely Vajda: Das Riesenbaby – Kolibri-Theater Budapest (Ungarn)
- Péter Eötvös: Lady Sarashina – Franz-Liszt-Musikakademie Budapest (Ungarn)
- Calamity / Billy – A two–part paradise lost – Théâtre de la Croix-Rousse Lyon (Frankreich), Théâtre de la Renaissance Oullins (Frankreich), Muziektheater Transparant Antwerpen (Belgien)
  - Ben Johnston: Calamity Jane to Her Daughter
  - Gavin Bryars: The Collected Works of Billy the Kid

Preisträger
- „Best Production“: Calamity / Billy – A two–part paradise lost – Théâtre de la Croix-Rousse Lyon, Théâtre de la Renaissance Oullins, Muziektheater Transparant Antwerpen
- „Best Performer“: Sarah Defrise als Jane in Calamity / Billy – A two–part paradise lost
- „Special Award for Composition and Musical Performance“: Péter Eötvös: Lady Sarashina – Franz-Liszt-Musikakademie Budapest
- „Arte Audience Award 2018“: Dejan Despic: Pop Ćira i pop Spira – Serbisches Nationaltheater Novi Sad[16]

### Wettbewerb 2019
Die Aufführungen des Festivals fanden vom 2. bis 7. Juli 2019 im Müpa Budapest (dem Palast der Künste) und im MuTh Wien statt. Die Wettbewerbsfinalisten übernahmen die Rollen von Donna Anna, Leporello und Don Ottavio in Mozarts Don Giovanni.
Produktionen
- Daníel Bjarnason: Brothers – Isländische Oper
- Leoš Janáček, Annelies Van Parys: Tagebuch eines Verschollenen – Muziktheater Transparant (Belgien)
- Wolfgang Amadeus Mozart: Le nozze di Figaro – Nationaltheater Győr und Co-Opera (Ungarn)
- Marcell Dargay und Csaba Horváth: Away, No Matter Where (nach Monteverdis Il combattimento di Tancredi e Clorinda und Texten von Sándor Tar) – Forte Company, Trafó House of Contemporary Arts und Armel Opera Festival (Ungarn)
- Wolfgang Amadeus Mozart: Don Giovanni – MusArtEH (Ecuador) und Armel Opera Festival (Ungarn)

Preisträger
- „Best Performer“: Ricardo Panela als Leporello in Don Giovanni
- „Best Production“: Tagebuch eines Verschollenen – Muziktheater Transparant
- „Arte Audience Award 2019“: Don Giovanni – MusArtEH und Armel Opera Festival
- „Jury’s Prize“: MusArtEH und Róbert Alföldi für die Produktion von Don Giovanni in Ecuador mit dem Ziel, die Oper im Land vorzustellen und zu fördern[18]